# Yuki Imamura
Yuki Imamura (今村 優貴 Imamura Yuki?,  nacido el 11 de julio de 1976 en Yamanashi) es un exfutbolista japonés. Jugaba de defensa y su último club fue el Ventforet Kofu de Japón.

## Trayectoria

### Clubes
| Club           | País  | Año  |
| -------------- | ----- | ---- |
| Ventforet Kofu | Japón | 1999 |